# Kerneløs DC-motor
En kerneløs DC-motor er en specialiseret form af den almindelige DC-motor. De er optimeret til hurtig acceleration, og har en rotor, der er konstrueret uden en jernkerne. Rotoren kan være en cylinder fyldt med vindinger indeni statormagneterne, en kurv uden om statormagneterne, eller en flad pandekage (eventuelt trykt på en printplade) imellem den øverste og nederste statormagnet. Vindingerne bliver typisk stabiliseret ved at blive imprægneret med epoxy.
Da rotoren er meget lettere end en almindelig rotor, lavet af kobberviklinger på jernlameller, kan den accelerere meget hurtigere, og ofte opnå en mekanisk tidskonstant på under 1 ms. Det gælder især hvis viklingerne er af aluminium i stedet for det noget tungere kobber. 
Da der ikke er nogen metalmasse i rotoren, der kan fungere som køleprofil, skal selv små kerneløse motorer ofte have en aktiv luftkøling.
Disse motorer var meget brugt til at drive ankerspillet i afspillere til magnetbånd og bruges stadig meget i højtydende servostyrede systemer.